# Constitució de l'Azerbaidjan
La Constitució de l'Azerbaidjan (àzeri: Azərbaycan Respublikasının Konstitusiyası) és la llei fonamental de la República de l'Azerbaidjan. Fou aprovada per un referèndum nacional el 12 de novembre de 1995, que va entrar en vigor el 27 de novembre de 1995. La Constitució va ser modificada dues vegades, en el 24 d'agost de 2002 i el 18 de març de 2009. Els continguts de la Constitució inclouen el preàmbul, nou seccions, i 158 articles.
La Constitució és la llei suprema i s'aplica directament a tot el territori de l'Azerbaidjan (article 147). La Constitució proclama l'establiment d'un Estat democràtic, jurídic, laic i unitari, en què el poder estatal es basa en el principi de separació de poders (article 7). Com que la llei fonamental de l'Estat, la Constitució defineix l'estructura del govern, drets fonamentals, les llibertats i responsabilitats dels seus ciutadans, així com les facultats dels poders legislatiu, executiu i judicial.
L'Assemblea Nacional de la República de l'Azerbaidjan aprova les lleis constitucionals, lleis i decrets, mentre que el President de l'Azerbaidjan (l'òrgan suprem del poder executiu) i el Gabinet de Ministres que està presidit pel Primer Ministre de l'Azerbaidjan aprova els decrets i ordres.
Donats els poders constitucionals del President de la República, Azerbaidjan és una república presidencialista, amb el President de l'Azerbaidjan com el cap d'Estat, i el primer ministre de l'Azerbaidjan com a cap de govern. D'acord amb la Constitució, el President de la República nomena el Primer Ministre basant-se en la distribució dels escons en l'Assemblea Nacional. El President també nomena (o destitueix del seu càrrec) als membres del Govern i el Primer Ministre.